# اتحاد الشباب الديمقراطي السوري
اتحاد الشباب الديمقراطي السوري منظمة شبابية جماهيرية ديمقراطية تقدمية في سوريا، رديفة للحزب الشيوعي السوري الموحد تسترشد بالمنهج العلمي والتنويري، وتعمل لتحقيق أهداف الاتحاد وبرنامجه ومن أجل العدالة الاجتماعية، مفتوحة الأبواب لكل الشباب في سورية، وتتمتع باستقلالية على مستوى النشاط والتنظيم، ويرمز له بـ(أ. ش. د. س)، نشيده هو نشيد القسم، وشعاره أبيض على خلفية حمراء، وله مركز واحد مقره مدينة دمشق.
يمكن لكل شاب أو شابة من الجمهورية العربية السورية والقاطنين فيها، ممن بلغ الثالثة عشر، ولم يتجاوز الخامسة والثلاثين عاماً، أن يكون عضواً في اتحاد الشباب الديمقراطي السوري، إذا توفرت فيه شروط العضوية.
تأسس في 5 نيسان عام 1949 وكان عبر تاريخه ذو دور فاعل في توعية الشباب والمساهمة في نمو المجتمع
وهي عضو وعضو مؤسس في اتحاد الشباب الديمقراطي العالمي.

## أهدافه
- المساهمة الفعالة في تحقيق مطالب الشباب وطموحاتهم.
- العمل على نشر الثقافة الوطنية والديمقراطية والأفكار الاشتراكية، وتطوير المعارف العلمية والثقافية والحقوقية لدى الشباب.
- تنظيم قدرات الشباب وتعميقها في حياة البلاد بما يخدم الحفاظ على سيادتها.
- تنشيط المبادرات الثقافية والرياضية والفنية والاجتماعية التقدمية.
- العمل على احترام حرية الاعتقاد والانتماء لدى كل شباب الوطن.
- العمل على توحيد صفوف الشباب تحت سقف الوطن، والنضال من أجل إلغاء كل أشكال التخلف كالانحيازات العشائرية والطائفية والإثنية والعرقية والدينية، ليكون الوطن هو حامي الجميع.
- العمل بالتعاون مع سائر المنظمات الشبابية التقدمية والديمقراطية داخل البلاد وخارجها لتحقيق الرفاه والسلم والديمقراطية لشعوب المنطقة والعالم.

## البرنامج والمهام
إن شباب سورية مدعو للنضال في سبيل:
أولاً - على الصعيد السياسي العام
- إطلاق أوسع مبادرات تضامن عالمي وأممي بين الشباب في سبيل السلام والعدالة الاجتماعية والحريات الديمقراطية ومواجهة مخاطر العولمة.
- إعادة الاعتبار إلى فكرة الاشتراكية والآليات المتبعة في تحقيقها وفق الخصائص المحلية.
- تحرير الأراضي السورية المحتلة (الجولان) عبر مختلف أشكال النضال، ودعم حركات التحرر العربية والمقاومة الوطنية، ومواجهة كل الطروحات التي حاولت أو تحاول تقزيم دور الشعوب في نضالها ضد الاحتلال.
- دعوة الشباب إلى الانخراط في النضال السياسي من أجل الإصلاح والديمقراطية وانتزاع المشاركة في القرار للمؤسسات الرسمية، ولاسيَّما حول المشاكل المتصلة بأوضاع الشباب ومستقبلهم.
- الدفاع عن حقوق الإنسان والحريات السياسية والعامة، ولاسيَّما حق التعبير والاجتماع والتظاهر والاعتصام السلمي، والنضال لرفع قانون الطوارئ وإلغاء المحاكم الاستثنائية ومن أجل إصدار قانون ديمقراطي عصري للأحزاب ينظم الحياة السياسية، ويسمح للشباب بتشكيل تنظيماتهم وجمعياتهم لممارسة حقوقهم واتخاذ القرارات في الشؤون التي تخصهم.
- تنمية قناعة الشباب بقدرتهم على الاستفادة من الإمكانات المحيطة بهم، حتى في حالات التضييق السياسي والاقتصادي.
ثانياً - على الصعيد الاقتصادي والاجتماعي
- مواجهة السياسات الاقتصادية، التي تريد تحويل الاقتصاد السوري نحو اقتصاد سوق رأسمالية توصل البلاد إلى أزمات على جميع الصعد، وخاصة ظروف عمل ومعيشة الشباب والطلاب، والنضال من أجل سياسات بديلة قائمة على التنمية والعدالة الاجتماعية.
- تنمية الموارد البشرية كإحدى ميزات سورية وثرواتها الاقتصادية، وتحسين نوعية الكوادر البشرية الشبابية والطلابية ومستواها.
- اعتماد سياسات إنماء متوازنة للحد من النزوح من المناطق والأرياف نحو المدن والضواحي، والعمل على نحو خاص لتنمية المنطقة الشمالية الشرقية من البلاد، وتشجيع المجالس المحلية على إشراك شباب القرى والبلدات في مشاريع التنمية المحلية، وخلق فرص عمل لهم في أماكن سكنهم الأصلية.
- رفض سياسات الخصخصة في القطاعات والمرافق العامة الاستراتيجية والحيوية في الاقتصاد والمجتمع، حفاظاً على حق المواطنين في الحصول على خدمات عامة بأفضل المستويات النوعية وأقل التكاليف، ولاسيَّما في الصحة والتعليم والإسكان، والنضال من أجل بقاء هذه القطاعات تحت رعاية الدولة.
- النضال من أجل بقاء إلزامية التعليم ومجانيته حتى المرحلة الثانوية، منعاً لتشغيل الأطفال والأحداث دون سن 14، ومكافحة سياسات الاستغلال البشع لعمل الأحداث.
- النضال من أجل رفع الحد الأدنى للأجر في القطاعين العام والخاص، وإلزام المؤسسات الخاصة بتسجيل عمالها الشباب في التأمينات الاجتماعية.
- اعتماد سياسات تنموية لخلق فرص عمل للشباب من خلال برامج ملموسة، تربط المؤسسات التعليمية بمؤسسات سوق العمل، وإيجاد صندوق وطني لمساعدة العاطلين عن العمل.
- مكافحة التسريح الفردي والجماعي في المؤسسات الخاصة، وإلغاء كل القوانين والتشريعات التي تسمح بهذا التسريح، والعمل على إصدار قانون عمل يحمي حقوق العمال الشباب في المؤسسات الخاصة.
- مكافحة الفساد والإفساد، وتطبيق قانون حازم لقانون الإثراء غير المشروع، واعتماد مبدأ الكفاءة والجدارة في التوظيف في الإدارات والمؤسسات.
- مكافحة كل أشكال التمييز بين الشبان والشابات في التعليم والعمل والحياة الاجتماعية، ومواجهة كل أعمال القمع التي تتعرض لها النساء والشابات.
- اعتماد سياسات إسكانية تلبي حاجات الشباب وحقوقهم في الحصول على السكن اللائق، ومنحهم القروض الطويلة الأمد كي يستطيعوا تكوين أسر.
- توسيع سياسة الرعاية الاجتماعية للأطفال والأحداث والشباب والأيتام والمعوقين وضحايا التفكك الأسري (طلاق، وهجرة... إلخ).
- مكافحة أمراض الإيدز والإدمان على المخدرات من خلال برامج توعية صحية وثقافية في المدارس والجامعات ومؤسسات العمل والأحياء السكنية.
- الاهتمام الجدي بمسألة البيئة، والمساهمة في أعمال جمعيات الحفاظ على البيئة، وإقامة الندوات والحوارات حول ذلك، وتشجيع العمل التطوعي من خلال التعاون مع منظمة الهلال الأحمر العربي السوري والمجالس المحلية وغيرها.
- العمل لإلغاء المادة 548 من قانون العقوبات السوري، والعمل على إقرار قانون يعد جريمة الشرف جناية تقع على مرتكبها عقوبة القتل العمد.
ثالثاً - على الصعيد التربوي والتعليمي
ـ النضال من أجل بقاء التعليم تحت رعاية الدولة للحفاظ على المصلحة الوطنية العامة في تأمين شروط الانصهار الوطني بين الشباب والطلاب.
ـ تعزيز الرقابة على الكتب المدرسية والمواد التعليمية المتداولة في المدارس الخاصة على نحو يؤمن انسجامها مع المسلمات الوطنية.
ـ الدعوة لوضع مناهج حديثة أساسها العلمانية، والنضال كي تتلائم مع التطورات والثورات المعرفية في العالم.
ـ إلغاء جميع المواد التعليمية التي تخلق حالة من التعصب، وإبدالها بمناهج ثقافية تقوم على احترام الآخر وقبول ثقافة الآخر بعيداً عن العنف والتعصب، وتحويل المؤسسات التربوية إلى أطر لانفتاح الشباب والتفاعل والحوار والممارسة الديمقراطية فيما بينها.
ـ تشكيل قضاء طلابي يلجأ إليه الطلاب في حال شعورهم بالظلم جراء عملية التعليم.
ـ توحيد التوجهات الوطنية في المناهج التعليمية في القطاعين الرسمي والخاص لجهة تأكيد الهوية الوطنية والانتماء العربي.
ـ النضال من أجل تعزيز البحث العلمي، وإعطائه الإمكانات المادية المطلوبة، والسعي لإعادة الكفاءات التي هجرت البلاد واستقطابها، ووقف النزيف الحاصل على مستوى هجرة الطلاب عامة والموهوبين خاصة.
ـ ملاءمة التعليم المهني، وتأمين موجبات جودته لجهة تطوير سوق العمل وفق المقاييس العالمية، واعتماد سياسة الإعداد والتأهيل والتدريب للكادر التعليمي، ورفع مستواه التربوي والأكاديمي، وتعزيز ملاكه.
ـ النضال من أجل تعديل المناهج التربوية ومعالجة الاختلالات، التي تحول دون تطبيقها تطبيقاً فعالاً.
ـ إلغاء نظام الدوامين في المبنى المدرسي الواحد نظراً لمساوئه البالغة تربوياً واجتماعياً.
ـ العمل من أجل تزويد المدارس الرسمية بمجموعات من الحقائب التعليمية والوسائط السمعية والبصرية والمجسمات والأدوات المخبرية ولوازم المسائل التكنولوجية.
ـ انفتاح المدرسة على محيطها الجغرافي عبر البلديات ومؤسسات المجتمع المدني للتفاعل معها في جميع القضايا التنموية المطروحة.
- إلغاء كل أشكال التمييز بين الطلاب، ومنع الامتيازات في التعليم.
رابعاً - على الصعيدَيْن الثقافي والإعلامي
إن الاهتمام برفع المستوى الثقافي لدى الشباب يتقدم على كل ما عداه من جوانب، نظراً لأهميته في تعزيز دور الشباب ومشاركتهم في الحياة السياسية والثقافية والفنية والاجتماعية، ويقتضي هذا الأمر ما يلي:
- توفير وسائل المعرفة والمعطيات، لتكون بمتناول الشباب بأقل كلفة ممكنة (الحاسوب، والإنترنت... إلخ.
- التمرس على الكتابة، وإصدار النشرات الإعلامية الموسمية والدورية، والمساهمة في الصفحات الثقافية الشبابية وفي وسائل الإعلام المكتوبة.
- تنظيم ندوات فكرية وثقافية في مناسبات مختلفة، وإحياء ذكرى العديد من المفكرين والأدباء والشعراء الوطنيين والتقدميين السوريين والعرب والعالميين.
- التشجيع على المطالعة والاهتمام بالكتب وتنظيم معارض الكتب والرسوم والصور.
- تعليم الشباب على كيفية إدارة الحوار وطرح الأفكار وتأمين التواصل المستمر فيما بينهم.
- وعلى مستوى الفن، لا بد من توفير الشروط اللازمة لمساعدة الشباب على تفتح كل طاقات الإبداع لديهم، وإفساح المجال أمامهم لممارسة هواياتهم وميولهم ورغباتهم، كما ينبغي توفير كل الفرص المواتية لهم على كل الصُعد كي يظهروا مواهبهم في مجالات الأغنية، والشعر، والمسرح، والرسم والنحت، والتصوير، والسينما، لأن شمولية الاهتمام بهذه الجوانب تعكس الرغبة في التوجه إلى جميع الشباب، بغض النظر عن مواقفهم واتجاهاتهم، كما تدل أن النظرة إليهم هي نظرة واحدة مهما تعددت هواياتهم وميولهم ورغباتهم.
- الاهتمام بحاجات الشباب إلى التسلية والترفيه والراحة، وتنظيم نشاطات تلبي هذه الحاجات مثل الرحلات السياحية الداخلية والحفلات والمخيمات وغيرها.
وفي المجال الإعلامي، يفتقد شبابنا إلى إعلام حيادي يستطيع نقل الصورة الحقيقية لما يحدث دون أي تحيز لجهة أو أخرى، وهذا ما سبب مجموعة من الازدواجيات في الآراء لدى جيل الشباب، وهي ازدواجيات لا بد أن تؤثر سلباً على التطور المعرفي لديهم، كما تتحول كثير من وسائل الإعلام شيئاً فشيئاً لتصبح موادها تجارية بحتة لا هم لها إلا الربح السريع. وعوضاً عن أن تكون منابر تهتم بالذوق الرفيع، فقد صار همها العمل على عرض الإغراءات الجسدية، أو تشجيع الاستهلاك، أو العمل على نشر الفكر الغيبي والمتعصب والمتطرف.
ولهذا، فإن شبابنا مدعوون للنضال من أجل تطوير إعلامنا بأنواعه المرئية والمسموعة والمقروءة، وهم مدعوون أيضاً للنضال من أجل تعزيز دور المسرح القومي والمؤسسة العامة للسينما في سورية، كي تنسجم مع الأهداف النبيلة الرامية إلى نشر الوعي والثقافة والعلمانية.

## المطالب الشبابية والطلابية المباشرة
ـ حرية العمل السياسي في قطاعي التعليم الرسمي والخاص، وتأمين حق المشاركة.
ـ معالجة التمثيل الطلابي في مؤسسات القرار الجامعي أو المجالس التمثيلية (مجلس الجامعة، ومجلس الكلية).
ـ مشاركة الطلاب في صياغة آليات التفكير المتعلقة بالإصلاح الوطني لنظام التعليم العالي.
ـ التشجيع على إحياء الاتحادات والروابط الطلابية في مؤسسات التعليم العالي، وفي الثانويات الرسمية والخاصة، وفي التعليم المهني والتقني.
ـ تشجيع الطلاب على المشاركة في نشاط المنظمات غير الحكومية والبيئية والثقافية.
ـ تأمين حوار عميق ومستمر على جميع المستويات: ضمن مؤسسات التعليم العالي بين الإدارات والأساتذة والطلاب من جهة، ووزارتـَيْ التربية والتعليم العالي والطلاب من جهة أخرى.
ـ تأمين التعليم الجيد بصورة متكافئة لجميع التلامذة والطلاب، بغض النظر عن التفاوت في انتماءاتهم الطبقية.
ـ النضال والسعي لمحو الأمية، وبضمن ذلك محو الأمية التكنولوجية، من خلال التوسع في استخدام الحاسوب في المدارس والجامعات وفي الحياة العامة.
ـ النضال من أجل تنويع التعليم الثانوي وإغنائه، على أن يشمل إزالة الفصل بين مساري التعليم المهني والعام وبين تخصصات التعليم الثانوي، وبما يؤدي إلى إزالة حالة الهامشية التي تصيب التعليم المهني.
ـ إنشاء منظومة للتعليم المستمر، والتوسع في التعليم غير النظامي.
ـ وضع برامج خاصة بالفئات والمناطق الأكثر حرماناً (المناطق النائية).
ـ تنويع التعليم العالي وربطه بعالم الاقتصاد والمهن.
يشكل هذا البرنامج وهذه المطالب إسهاماً من اتحاد الشباب الديمقراطي في طرح قضايا الشباب والطلاب على أوسع نطاق، بهدف الوصول إلى وضع القضايا الشبابية والطلابية في برنامج نضالي يوحد طاقات الشباب، وللنضال من أجل تحقيقه عبر جميع أشكال العمل الديمقراطي.
موقع اتحاد الشباب الديمقراطي السوري 